# 安中散

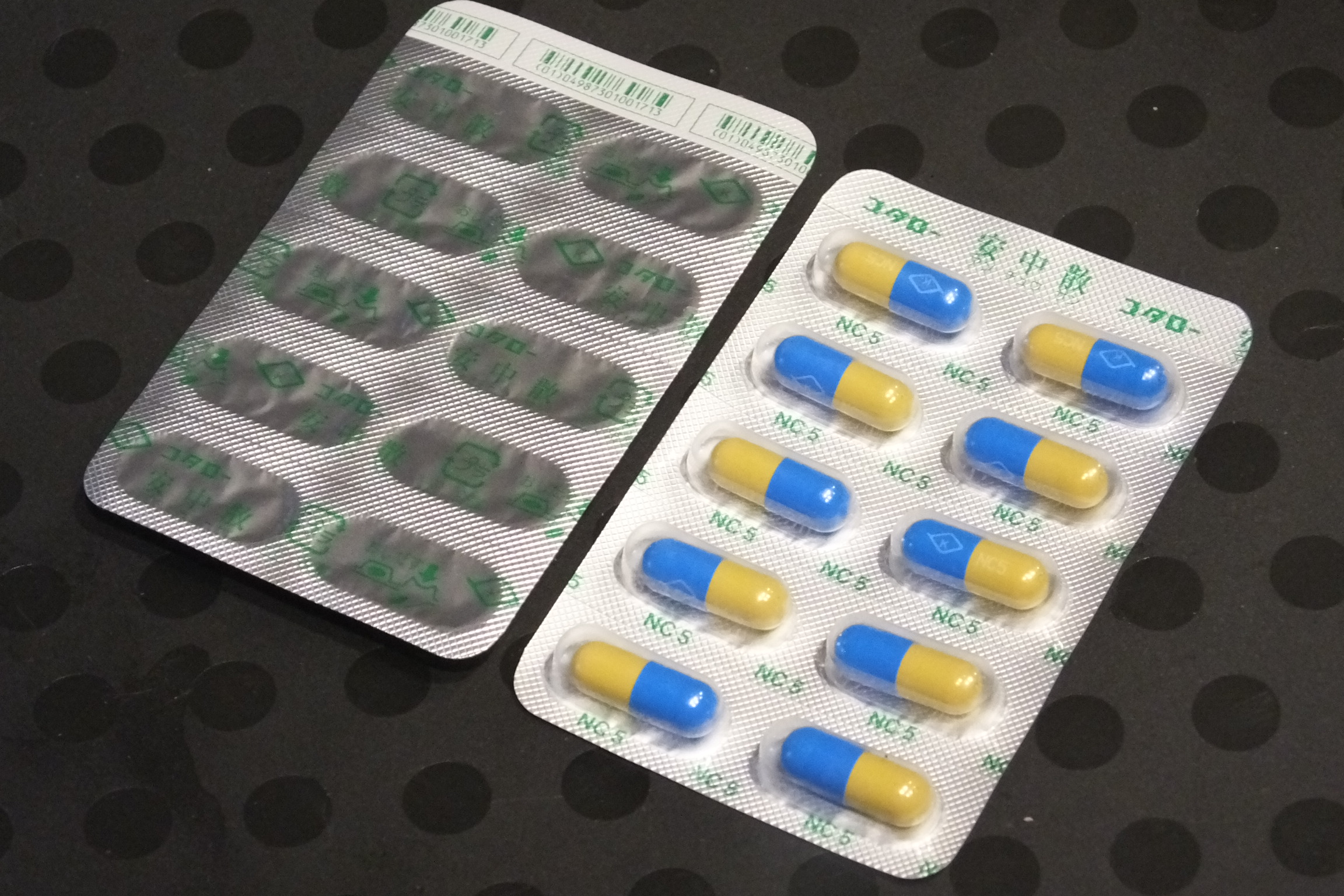
安中散（コタロー安中散エキスカプセル）

安中散（あんちゅうさん）は、漢方薬の一つ。胃酸が多い患者の胃痛、胸やけ、胃もたれ、食欲不振などに効能がある。機能性ディスペプシア（機能性胃腸症）によく用いられる。出典は『和剤局方』。市販の漢方胃腸薬は、多くが「安中散」を基本につくられている。

## 構成生薬
- 桂枝（ケイシ）（日本のエキス製剤では桂皮（ケイヒ）で代用されていることが多い）
- 延胡索（エンゴサク）
- 牡蛎（ボレイ）
- 茴香（ウイキョウ）
- 甘草（カンゾウ）
- 縮砂（シュクシャ）
- 良姜（リョウキョウ）

## 適応
やせ型で比較的体力が低下した腹部の筋力がないような人の、胃痛、胸やけ、吐き気、食欲不振などに用いられる。また冷えや寒冷の飲食物などで生じた腹部（特に上腹部）の痛みを中心に使用する。機能性ディスペプシア、胃炎、胃アトニー、胃酸過多症、胃潰瘍による胃痛など。神経質な人に向き、ストレスによる胃のあたりの膨張感、不快感などにも用いられる。

## 商品
処方名以外の商品名をつけて販売されることもあり、武田薬品工業では「タケダ漢方胃腸薬A」「タケダ漢方胃腸薬A末」の商品名で、小太郎漢方製薬では「アンチュンN」の商品名で販売しており、太田胃散では安中散加茯苓末を「太田漢方胃腸薬Ⅱ」の商品名で販売している。大正製薬の「大正漢方胃腸薬」は安中散末＋芍薬甘草湯エキス末配合で、「大正漢方胃腸薬「爽和」」は安中散末＋四逆散乾燥エキス末配合。